# Сплюшка східноазійська
Сплюшка східноазійська (Otus sunia) — вид совоподібних птахів родини совових (Strigidae). Мешкає в Південній, Південно-Східній і Східній Азії.

## Опис

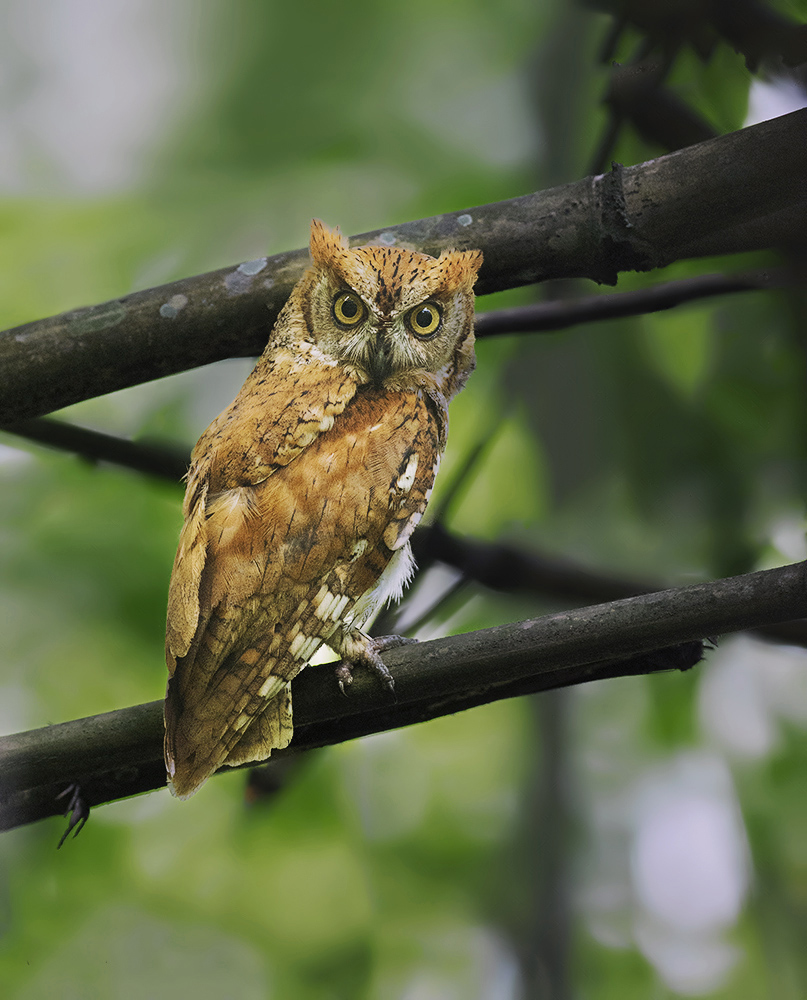
Східноазійська сплюшка рудої морфи (Ассам, Індія)

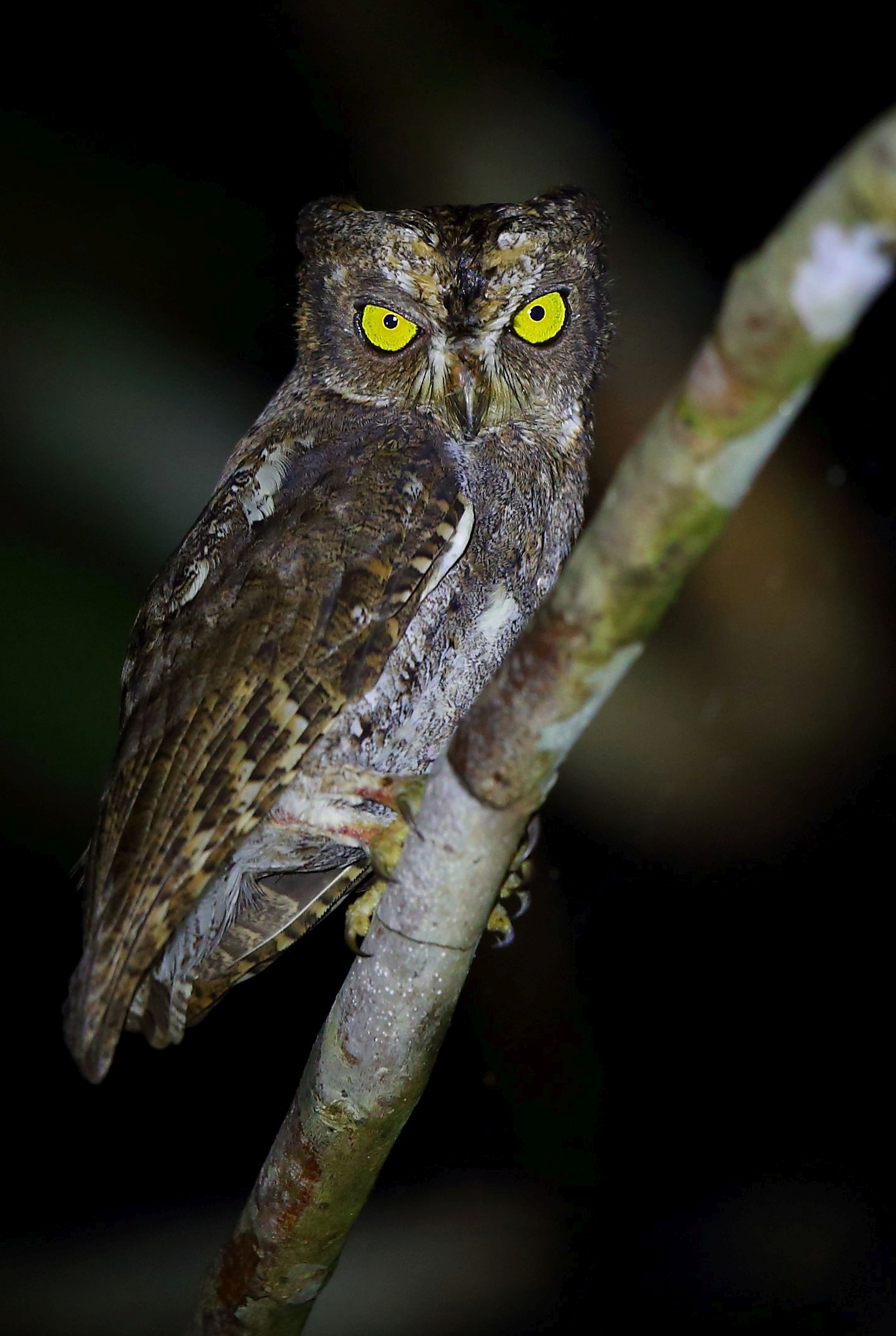
Східноазійська сплюшка сірої морфи (Андаманські острови)

Довжина птаха становить 17-21 см, розмах крил 497-525 мм, самці важать 75-87 г, самиці 79-95 г. Довжина крила у самців становить 138-154 мм, у самиць 140-158 мм, довжина хвоста 70-80 мм, довжина дзьоба 17,5 мм, довжина цівки 22 мм у самців і 24 мм у самиць. Забарвлення існує в трьох морфах. У представників рудої морфи верхня частина тіла рудувато-коричнева, нижня частина тіла світліша, живіт блідо-жовтуватий або білий. У представників сірувато-коричневої й рідкісної золотистої морфи верхня частина тіла більш поцяткована темними смугами й плямами. Лицевий диск світло-сірий, поцяткований тонкими поперечними смугами, на голові пір'яні вуха довжиною 15-25 мм. На плечах білуваті плями, що формують смугу. Крила і хвіст смугасті. Очі жовті, дзьоб чорний. лапи оперені, пальці сірувато-коричневі, кігті чорнувато-коричневі.

## Підвиди
Виділяють дев'ять підвидів:
- O. s. japonicus Temminck & Schlegel, 1845 — Японія;
- O. s. stictonotus (Sharpe, 1875) — Приамур'я, Сахалін, північний схід Китаю і Корейський півострів;
- O. s. malayanus (Hay, 1845) — Південний Китай (від Юньнаню до Гуандуну);
- O. s. sunia (Hodgson, 1836) — Гімалаї від північного Пакистану до Північно-Східної Індії і Бангладеш;
- O. s. distans Friedmann & Deignan, 1939 — М'янма, північ і схід Таїланду, Індокитай;
- O. s. rufipennis (Sharpe, 1875) — Південна Індія;
- O. s. leggei Ticehurst, 1923 — острів Шрі-Ланка;
- O. s. modestus (Walden, 1874) — Андаманські острови;
- O. s. nicobaricus (Hume, 1876) — Нікобарські острови.

## Поширення й екологія
Східноазійські сплюшки гніздяться в Пакистані, Індії, Непалі, Бутані, Бангладеш, М'янмі, Таїланді, В'єтнамі, Лаосі, Камбоджі, Китаї, Росії, Північній і Південній Кореї, в Японії і на Шрі-Ланці. Популяції, що гніздяться у Північно-Східній Азії (Далекий Схід Росії, північний схід Китаю, Корея, Японія) взимку мігрують на південний схід Китаю, на Тайвань, Малайський півострів і на Суматру. Бродячі птахи спостерігалися на Алясці. 
Східноазійські сплюшки живуть в різноманітних лісах і лісових масивах, на плантаціях, в парках і садах, на висоті до 1500 м над рівнем моря, в Гімалаях місцями на висоті до 2300 м над рівнем моря. Ведуть нічний спосіб життя, живляться комахами, павуками та іншими безхребетними, а також дрібними хребетними. Сезон розмноження в осілих популяцій триває з лютого по травень, у перелітних популяцій з квітня по червень, в Японії з травня по червень. Гніздяться в дуплах дерев, в кладці від 3 до 6 блискучих білих яєць розміром 30×26 мм і вагою 13-14 г. Інкубаційний період триває 19-20 днів, насиджують самиці. Пташенята покидають гніздо через 25 днів після вилуплення.